# Élections sénatoriales de 2020 en Polynésie française
Les élections sénatoriales en Polynésie française ont lieu le dimanche 27 septembre. Elles ont pour but d'élire les deux sénateurs représentant la collectivité au Sénat pour un mandat de six années.

## Contexte
Lors des élections sénatoriales de 2014 en Polynésie française, deux sénateurs sont élus : Vincent Dubois et Teura Iriti. Toutefois, le scrutin est annulé par le Conseil constitutionnel et une élection partielle est organisée en 2015 ; Nuihau Laurey et Lana Tetuanui sont élus sénateurs.
Depuis, tous les effectifs du collège électoral des grands électeurs ont été renouvelés, avec les élections législatives françaises de 2017, les élections territoriales de 2018 et les élections municipales françaises de 2020.

## Sénateurs sortants
| Sénateur | Sénateur      | Parti               | Fonction lors de l'élection en 2015      |
| -------- | ------------- | ------------------- | ---------------------------------------- |
|          | Nuihau Laurey | A here ia Porinetia | Vice-président du gouvernement local     |
|          | Lana Tetuanui | Tapura huiraatira   | Représentante à l'Assemblée polynésienne |

## Présentation des candidats et des suppléants
Les nouveaux représentants sont élus pour une législature de 6 ans au suffrage universel indirect par les 713 grands électeurs de la collectivité. En Polynésie française, les sénateurs sont élus au scrutin majoritaire à deux tours. Leur nombre reste inchangé, deux sénateurs sont à élire. Il y aura plusieurs candidats dans la collectivité, chacun avec un suppléant.
| N°   | Candidats | Candidats                | Parti            | Principales fonctions |
| ---- | --------- | ------------------------ | ---------------- | --- |
| T 1  |           | Raïssa Bruneau           | Heiura           | |
| s 1  |           | Maximilien Hauata        | Heiura           | |
|      |           |                          |                  | |
| T 2  |           | Jacky Bryant             | Heiura           | |
| s 2  |           | Mélodie Téariki          | Heiura           | |
|      |           |                          |                  | |
| T 3  |           | Oscar Temaru             | Tavini           | Représentant de l'Assemblée polynésienne, maire de Faaa                                                                            |
| s 3  |           | Eliane Tevahitua         | Tavini           | Représentante de l'Assemblée polynésienne                                                                                          |
|      |           |                          |                  | |
| T 4  |           | Michel Villar            | Tavini           | Conseiller du Tavini |
| s 4  |           | Teumere Atger            | Tavini           | Représentante de l'Assemblée polynésienne                                                                                          |
|      |           |                          |                  | |
| T 5  |           | Nuihau Laurey            | AHIP             | Sénateur sortant, représentant de l'Assemblée polynésienne                                                                         |
| s 5  |           | Christiane Kelly         | Tahoeraa         | Conseillère municipale de Moorea-Maiao                                                                                             |
|      |           |                          |                  | |
| T 6  |           | Sylviane Terooatea       | Tahoeraa         | Représentante de l'Assemblée polynésienne, ancienne maire d'Uturoa                                                                 |
| s 6  |           | Bernard Natua            | AHIP             | Représentant de l'Assemblée polynésienne, conseiller municipal de Rangiroa                                                         |
|      |           |                          |                  | |
| T 7  |           | Lana Tetuanui            | Tapura           | Sénatrice sortante, représentant de l'Assemblée polynésienne                                                                       |
| s 7  |           | Evans Haumani            | Tapura           | Maire de Moorea-Maiao |
|      |           |                          |                  | |
| T 8  |           | Teva Rohfritsch          | Tapura puis IOTN | Ancien Vice-président de la Polynésie française. Ancien représentant de l'Assemblée polynésienne, conseiller municipal de Punaauia |
| s 8  |           | Joëlle Frébault          | Tapura           | Représentant de l'Assemblée polynésienne, maire de Hiva-Oa                                                                         |
|      |           |                          |                  | |
| T 9  |           | Christian Vernaudon      | DVD              | Conseiller municipal de Punaauia                                                                                                   |
| s 9  |           | Marguerite Lai           | DVD              | |
|      |           |                          |                  | |
| T 10 |           | Lydia Nouveau            | DVD              | Conseillère municipale de Makemo                                                                                                   |
| s 10 |           | Tamahere Aumeran         | DVD              | |
|      |           |                          |                  | |
| T 11 |           | Paul Bontour             | LFI              | |
| s 11 |           | Mareva Ratat             | LFI              | |
|      |           |                          |                  | |
| T 12 |           | Teriiorai Oopa           | DVD              | |
| s 12 |           | Laïza Teaniniuraitemoana | DVD              | |
|      |           |                          |                  | |
| T 13 |           | Rolfi Chang              | DVD              | |
| s 13 |           | Tearo Le Caill           | DVD              | |
|      |           |                          |                  | |

## Résultats
| Candidats                | Candidats                | Parti                    | Nuance                   | Premier tour | Premier tour |
| Candidats                | Candidats                | Parti                    | Nuance                   | Voix         | %            |
| ------------------------ | ------------------------ | ------------------------ | ------------------------ | ------------ | ------------ |
|                          | Lana Tetuanui            | Tapura                   | DVC                      | 494          | 68,23        |
|                          | Teva Rohfritsch          | Tapura                   | DVC                      | 494          | 68,23        |
|                          | Nuihau Laurey            | AHIP                     | DVC                      | 132          | 18,23        |
|                          | Sylviane Terooatea       | Tahoeraa                 | DVC                      | 120          | 16,57        |
|                          | Oscar Temaru             | Tavini                   | REG                      | 86           | 11,88        |
|                          | Michel Villar            | Tavini                   | REG                      | 75           | 10,36        |
|                          | Christian Vernaudon      | SE                       | DVD                      | 17           | 2,35         |
|                          | Lydia Nouveau            | SE                       | DVD                      | 15           | 2,07         |
|                          | Jacky Bryant             | Heiura                   | ECO                      | 7            | 0,97         |
|                          | Raïssa Bruneau           | Heiura                   | ECO                      | 6            | 0,83         |
|                          | Teriiorai Oopa           | SE                       | DIV                      | 1            | 0,14         |
|                          | Paul Bontour             | LFI                      | DVG                      | 0            | 0,00         |
|                          | Rolfi Chang              | SE                       | DIV                      | 0            | 0,00         |
|                          |                          |                          |                          |              |              |
| Votes valides            | Votes valides            | Votes valides            | Votes valides            | 724          | 99,72        |
| Votes blancs             | Votes blancs             | Votes blancs             | Votes blancs             | 0            | 0,00         |
| Votes nuls               | Votes nuls               | Votes nuls               | Votes nuls               | 2            | 0,28         |
| Total                    | Total                    | Total                    | Total                    | 726          | 100          |
| Abstention               | Abstention               | Abstention               | Abstention               | 1            | 0,14         |
| Inscrits / participation | Inscrits / participation | Inscrits / participation | Inscrits / participation | 727          | 99,86        |